# 狕
古代传说中的一种野兽，似豹而头上有斑纹。
　　又北百七十里，曰堤山，多马。有兽焉，其状如豹而文首，名曰狕。——《山海经·卷三·北山经》
　　再往北一百七十里，是座堤山，有许多小个头的野马。山中有一种野兽，形状像一般的豹子而脑袋上有花纹，名称是狕。